# Saskia van Dockum
Saskia G. van Dockum (* 1965) ist eine niederländische Provinzialrömische Archäologin.
Saskia van Dockum studierte Archäologie in Leiden. Danach arbeitete sie in verschiedenen Funktionen für die niederländische Bodendenkmalpflege. Von 2005 bis 2012 war sie Direktorin von Het Utrechts Archief, seit dem 1. Oktober 2012 ist sie als Nachfolgerin Marco Glastras Direktorin der Stiftung Het Utrechts Landschap.